# Trent Reznor

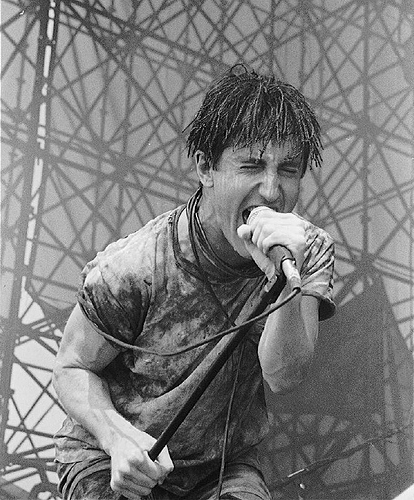
Reznor evoluând la festivalul Lollapalooza, 1991

Michael Trent Reznor (n. 17 mai 1965) este un muzician, cântăreț, cantautor, producător și multi-instrumentist american. El este fondatorul formației de industrial rock cunoscută sub numele de Nine Inch Nails și a avut diferite legături cu alte formații, în trecut, cum ar fi Option 30, Exotic Birds, și Tapeworm. Reznor a părăsit Interscope Records în 2007, și actual este independent.
Reznor a început să creeze muzică devreme în viața sa, găsindu-și propria sa copilărie ca fiind o influență pentru muzica sa. După ce a fost implicat în mai multe formații bazate pe sintetizator în anii '80, Reznor a obținut o slujbă la Right Track Studios și a început să-și creeze propria sa muzică la studio, când acesta era închis. Prima lansare a lui Reznor cu Nine Inch Nails, Pretty Hate Machine (1989), a fost un succes din punct de vedere comercial, și de atunci a mai avut șapte lansări majore.